# 魏初
魏初（1226年—1286年），字太初，号青崖，弘州顺圣（今河北阳原县）人。
金末翰林修撰魏璠的从孙，父魏思廉是金朝的甄官署令。魏初幼好读书，尤長於《春秋》，師從元好问学習。中统元年（1260年），入中书省，被聘为椽史，掌文书记录。後以母老辭官。至元七年（1270年）授國史院編修官，遷升為監察御史，歷官陝西、河東按察副使，行台揚州，終官江西按察使，许有壬说他“知无不言，言无不当。道无不为，为无不力。高风劲节，人能道之”。工於詩，《送杨季海》一诗有“交亲零落鬓如丝，兩袖清風一束诗”之句，是【兩袖清風】之典故。有《青崖集》十卷。
其妻子王氏是王汝明之女。

## 延伸阅读
[在维基数据编辑]
 《元史·卷164》，出自宋濂《元史》
 《新元史/卷191》，出自柯劭忞《新元史》